# Lissodendoryx topsenti
Lissodendoryx topsenti är en svampdjursart som först beskrevs av De Laubenfels 1930.  Lissodendoryx topsenti ingår i släktet Lissodendoryx och familjen Coelosphaeridae.
Artens utbredningsområde är Kalifornien. Inga underarter finns listade i Catalogue of Life.